# Trichomycterus crassicaudatus
Trichomycterus crassicaudatus is een straalvinnige vissensoort uit de familie van de parasitaire meervallen (Trichomycteridae). De wetenschappelijke naam van de soort is voor het eerst geldig gepubliceerd in 2008 door Wosiacki & de Pinna.